# Diego Ferraresso
Diego Gustavo Ferraresso Scheda, meglio noto come Diego Ferraresso (Serra Negra, 21 maggio 1992), è un calciatore brasiliano naturalizzato bulgaro, difensore del Gloria Buzău.

## Palmarès

### Club

#### Competizioni nazionali
- Campionato bulgaro: 2

Litex Lovech: 2009-2010, 2010-2011
- Supercoppa di Bulgaria: 1

Litex Lovech: 2010
- Coppa di Polonia: 1

KS Cracovia: 2019-2020